# Chelifera aperticauda
Chelifera aperticauda är en tvåvingeart som beskrevs av Collin 1927. Chelifera aperticauda ingår i släktet Chelifera och familjen dansflugor. Inga underarter finns listade i Catalogue of Life.